# Ivan Gašparovič
Ivan Gašparovič (sinh ngày 27 tháng 3 năm 1941) là một nhà chính trị, giáo sư luật học đã được bầu làm tổng thống Slovakia từ ngày 15 tháng 6 năm 2004. Ông cũng là tổng thống đầu tiên của Slovakia được bầu lại.
Gašparovič sinh ra ở Poltár, gần Lučenec và Banská Bystrica, nay là nam trung bộ Slovakia, lúc đó là Đệ nhất cộng hoà Slovakia. Cha ông, Vladimir Gašparović, đã di cư đến Slovakia từ Croatia vào thời điểm kết thúc cuộc chiến tranh thế giới thứ hai và đã làm giáo viên trung học ở Bratislava.
Từ năm 1959-1964, Gašparovič học luật ở Khoa luật Đại học Comenius ở Bratislava, là trường đại học trung ương ở Slovakia, from 1959 to 1964. 